# Орестей
Орестей (грец. Orestheus) — син Лікаона, епонім аркадської Орестасії, яка пізніше за Орестеєм називалась Орестеєю;
Орестей — син Девкаліона, батько Фітія, дід Ойнея (за Гекатеєм).